# Жарык (Хобдинский район)
Жарык (каз. Жарық) — село в Хобдинском районе Актюбинской области Казахстана. Административный центр Жарыкского сельского округа. Код КАТО — 154249100.

## Население
В 1999 году население села составляло 661 человек (335 мужчин и 326 женщин). По данным переписи 2009 года, в селе проживало 415 человек (208 мужчин и 207 женщин).